# Point Whidbey
Point Whidbey är en udde i Australien. Den ligger i kommunen Lower Eyre Peninsula och delstaten South Australia, omkring 320 kilometer väster om delstatshuvudstaden Adelaide.
Trakten är glest befolkad. Det finns inga samhällen i närheten.